# Trans-Siberian Orchestra
Das Trans-Siberian Orchestra (TSO) ist ein US-amerikanisches Musikprojekt, das eine Mischung aus Orchester und großer Rockband darstellt. Hervorgegangen ist TSO aus der Metal-Band Savatage, aus deren Umfeld auch die kreativen Köpfe Jon Oliva, Paul O’Neill und Bob Kinkel stammen. Elemente des Metal sind in TSO zwar noch zu erkennen, mindestens gleichberechtigt findet man jedoch Broadway-, Klassik-, Jazz- und Soul-Einflüsse. Wesentlich ist auch, dass der Gesang nach Rollen verteilt ist, wodurch u. a. der Sprung von der Rockoper zum Musical gelingt. Wesentliches Merkmal der bisherigen Veröffentlichungen ist ein Bezug zu Weihnachten. Drei der fünf bislang veröffentlichten Alben sowie die DVD The Ghosts of Christmas Eve verarbeiten musikalisch traditionelle Weihnachtslieder, verbinden sie mit klassischen und rockigen Elementen und stellen thematisch eine weihnachtliche Fortsetzungsgeschichte dar.

## Geschichte

### Vorgeschichte
Im Jahr 1986 standen Savatage nach finanziellen Problemen und dem Flop des Albums Fight for the Rock vor dem Aus. Dieser Karrieretiefpunkt wurde nachfolgend u. a. durch die Überzeugungskraft von Paul O’Neill verhindert, der die Band kontaktierte, sie von ihrem Auflösungsvorhaben abbrachte und fortan für sie als Produzent arbeitete. Auf dem folgenden Album Hall of the Mountain King coverten Savatage mit In der Halle des Bergkönigs von Edvard Grieg ein Orchesterwerk (Criss Oliva auf der E-Gitarre). Eine Bearbeitung dieses Stückes in ähnlicher Stilrichtung hatte in den 70ern auch schon das Electric Light Orchestra vorgenommen, dessen musikalische Grundausrichtung zumindest damals ohnehin dem des TSO nicht so fern ist bzw. war. Auch für die Zusammenarbeit mit Bob Kinkel war dieses Album die Premiere. Das Album wurde ein großer Erfolg, der Split war endgültig abgewendet. O’Neill, in seinen jungen Jahren Gitarrist der Tour-Produktion von Jesus Christ Superstar und Hair, konnte auch Jon Oliva für Musicals begeistern. In einem Interview sagte er später, dass der Besuch eines bestimmten Musicals (angeblich Das Phantom der Oper) in dieser Zeit prägend für den späteren Stil von Savatage und die Gründung des Trans-Siberian Orchestra war. Das Album Gutter Ballet von 1990 zeigt bereits Entwicklungen in diese Richtung.
In den folgenden Jahren erschienen neben den regulären Alben Edge of Thorns (1993) und Handful of Rain (1994) die Rock-Oper-Alben Streets (1991) und Dead Winter Dead (1995), die als Konzeptalben Geschichten erzählen und auch orchestrale Arrangements aufweisen. 1993 starb Criss Oliva bei einem Autounfall. Der Tod des Gitarristen bedeutete, dass in der Folgezeit Jon Oliva und Paul O’Neill hauptverantwortlich für das Songwriting waren und ihre orchestralen Visionen umsetzen konnten. Wegweisend dafür war das Dead-Winter-Dead-Instrumental Christmas Eve (Sarajevo 12-24). Dieses Musikstück wurde zufällig Weihnachten 1995 von zahlreichen US-Radiosendern gesendet, wodurch Savatages Plattenfirma Atlantic Records Potential solcher Musik für den Massenmarkt erkannte. Ausgehend von diesem Stück bot Atlantic Records Savatage an, ein komplettes Weihnachtsalbum zu veröffentlichen. Alle an Savatage beteiligten Musiker befürchteten jedoch, dass dies aufgrund der für den Metal eher ungewöhnlichen Weihnachtsthematik stilistisch nicht zu Savatage passen würde. O’Neill schlug daher vor, eine neue Band zu gründen, womit das TSO ins Leben gerufen wurde.

### Das Trans-Siberian Orchestra

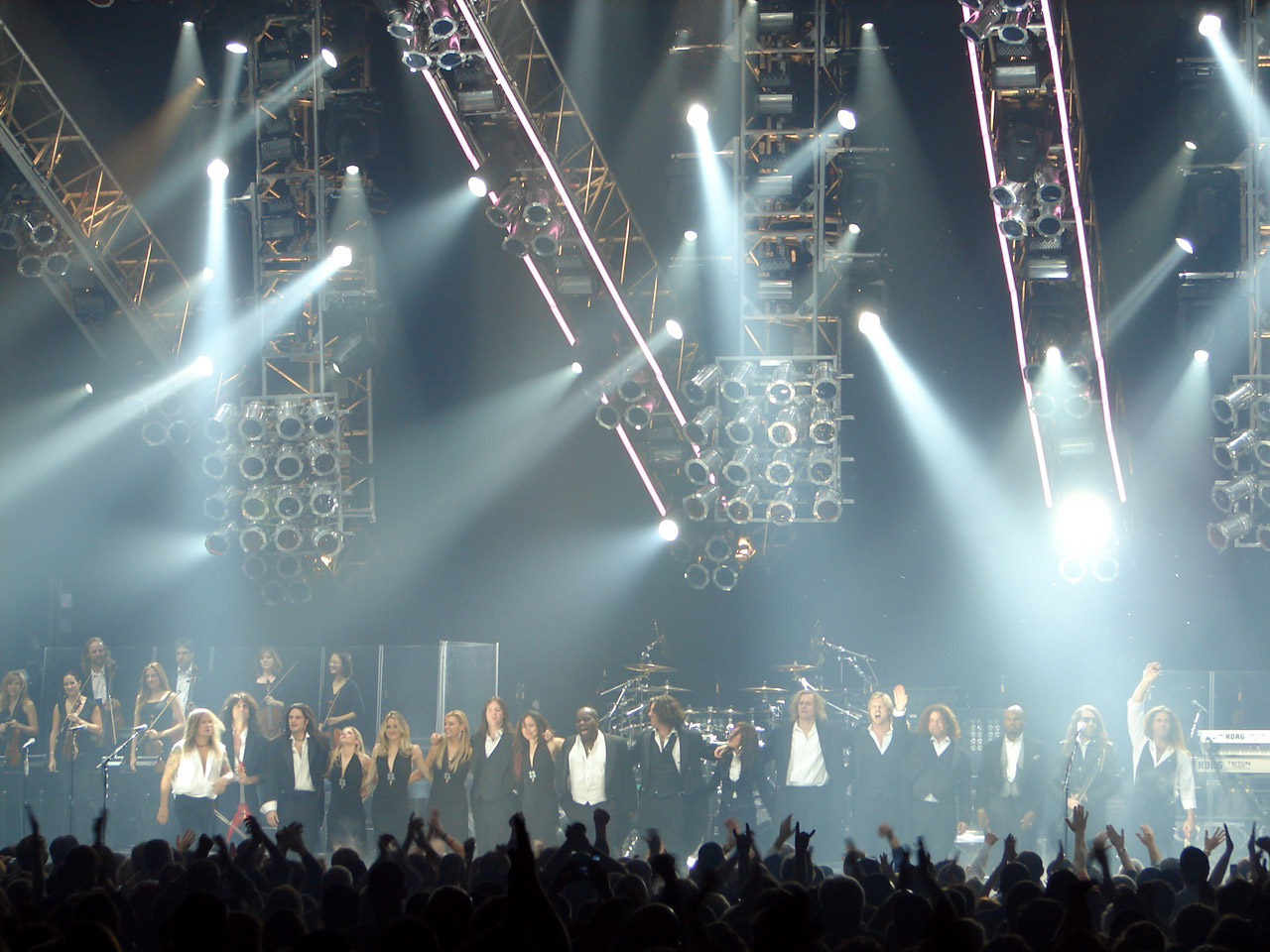
Weiteres Bild vom Konzert im Giant Center

Neben Oliva, O’Neill und Kinkel wirkten viele aktuelle und ehemalige Savatage-Mitglieder bei TSO mit. Als Sänger jedoch wurden Broadway-Sänger engagiert, um dem Musical-Anspruch des TSO gerecht zu werden. Der Name deutete fälschlicherweise einen russischen Einfluss auf TSO an, wurde jedoch nur gewählt, weil er Paul O’Neill gefiel. Ein Produzent der Rosie O’Donnell Show (Weihnachten 1996) wusste das allerdings nicht und hielt TSO daher für ein russisches Sinfonieorchester, welches er für die Show eingeplant hatte. Der Auftritt in dieser Show machte TSO bekannt, das erste Album Christmas Eve and Other Stories erreichte in kürzester Zeit Platinstatus in den USA. In Deutschland dagegen wurde dieses Album ebenso wie das folgende, ebenfalls erfolgreiche The Christmas Attic von der Kritik teilweise sehr harsch als „bessere Fahrstuhlmusik“ abgetan.
Das 2000er Album Beethoven’s Last Night stellt dagegen ein ambitioniertes Konzeptwerk über die Schaffenskrise und den Tod Ludwig van Beethovens dar. Es enthält – wie der Name andeutet – zahlreiche Elemente, Zitate und Variationen der Musik Beethovens, aber auch dessen Einflüsse wie Wolfgang Amadeus Mozart werden verarbeitet.
2004 wurde mit The Lost Christmas Eve die Konzeptstory über das Weihnachtsfest zu einer Trilogie vervollständigt und für beendet erklärt.

### Heute
Seit den ersten Erfolgen betouren TSO jährlich zur Advents- und Weihnachtszeit mit zwei für die Ost- und Westküste verschiedenen, 60 Mitglieder starken Ensembles die USA. Das TSO wurde durch jene intensiven Tourneen und Auftritte im US-amerikanischen Fernsehen populär. Am 16. März 2011 trat das TSO im Hallenstadion in Zürich auf. Das war der erste Europa-Auftritt überhaupt. Für die Zukunft waren weitere Veröffentlichungen geplant, so erschien am 27. Oktober 2009 das Doppelalbum Night Castle. Die Weihnachtstrilogie sollte jedoch ohne Fortsetzung bleiben.
Viele Fans von Savatage stehen dem TSO eher kritisch gegenüber, da ihrer Meinung nach die Aussichten auf kommerziellen Erfolg bei TSO größer sind als bei Savatage und die Savatage-Mitglieder daher ihrer Hauptband die geringere Priorität einräumen. Besonders das bisher letzte Savatage-Album Poets and Madmen von 2001 steht im Ruf, immer wieder durch Arbeiten am TSO zurückgestellt worden zu sein. Im Mai 2006 erklärte Jon Oliva schließlich, Savatage nach dem 25-jährigen Bandjubiläum 2007 möglicherweise aufzulösen, um sich verstärkt seiner neuen Band Jon Oliva’s Pain sowie dem weitaus erfolgreicheren TSO-Projekt widmen zu können, eine Ankündigung, die er am 19. Dezember 2007 in die Tat umsetzte und Savatage auflöste. Im Herbst 2006 erklärte Paul O’Neills, dass TSO an sieben weiteren Alben und zwei Broadway-Musicals arbeiten.
Im Frühjahr 2011 gab es Konzerte in der Schweiz, Deutschland und England und am 18. März 2011 erfolgte der erste Auftritt von TSO in Österreich in der Wiener Stadthalle.
Auf dem Wacken Open Air 2015 spielten Savatage und TSO ein gemeinsames Konzert, bei dem zum ersten Mal in der Festivalgeschichte beide Hauptbühnen gleichzeitig bespielt wurden.

## Trivia
In der Vorweihnachtszeit des Jahres 2005 erregte der US-Amerikaner Carson Williams aus Ohio große Aufmerksamkeit, weil er sein Haus mit tausenden Lichtern schmückte und diese im Takt des TSO-Instrumentals Wizards in Winter ansteuerte. Der Song konnte in der Umgebung des Hauses per UKW empfangen werden. Ein Video von der Anlage, das zuerst nur im Internet verbreitet wurde und in den USA und später in Europa viel Aufmerksamkeit erregte, fand schnell seinen Weg ins amerikanische Fernsehen. Der Hausbesitzer wurde von TSO zu einem Konzert und in einige Talkshows eingeladen. Die große mediale Aufmerksamkeit erzeugte solch ein Aufkommen an Schaulustigen, dass die Lichtaktion noch vor Weihnachten abgebrochen werden musste.
Mit drei Tesla Model X wurde im Dezember 2015 diese Licht-Musik-Aktion nachempfunden und dabei wurden die Sonderfunktionen des Model X präsentiert. Zunächst werden nur Musik und Lichtsignale eingesetzt, aber dann öffnen sich die hinteren Flügeltüren, die aufgrund eines Zusatzgelenkes „flattern“ können, die Seitenspiegel klappen ein und aus, und auch Fahrertüren gehen auf und zu. Im Dezember 2016 wurde mit einem Softwareupdate ein „Easter Egg“ eingespielt, das allen Kunden diese Showeinlage zur Verfügung stellt.

## Diskografie

### Alben
- 1996: Christmas Eve and Other Stories
- 1998: The Christmas Attic
- 2000: Beethoven’s Last Night (kein Weihnachtsalbum)
- 2001: The Ghost of Christmas Eve (DVD, US: Platin)
- 2004: The Lost Christmas Eve (definitives Ende der Weihnachtsveröffentlichungen)
- 2007: The Trans-Siberian Orchestra (EP mit 6 Titeln, Limited Edition)
- 2009: Night Castle (Doppel-CD, kein Weihnachtsthema)
- 2012: Dreams of Fireflies (On a Christmas Night)  (EP mit 5 Titeln)
- 2013: Tales of Winter (Best-Of)
- 2015: Letters from the Labyrinth
- 2016: The Ghosts of Christmas Eve (Soundtrack)

### Lieder
- 1996: A Mad Russian’s Christmas (US: Gold)
- 1998: Christmas Canon (US: ×2Doppelplatin )
- 2003: Christmas Eve/Sarajevo 12/24 (US: ×3Dreifachplatin )
- 2007: Wizards in Winter  (US: Platin)